# Eldey
Eldey (deutsch Feuerinsel) ist eine Felseninsel vor der Südwestküste Islands.
Eldey, ein Palagonitfelsen, entstand wahrscheinlich beim Ausbruch von 1210–11 auf dem Reykjanesrücken, einem Teil des Mittelatlantischen Rückens. 
Die Insel liegt 8 Seemeilen (etwa 15 km) vor der Küste von Reykjanestá. Sie ist oben flach, an der höchsten Stelle 77 m hoch und bedeckt weniger als zwei Hektar Fläche. Sie gilt als Vogelparadies und ist seit 1940 geschützt. Man kann sie nur mit Sondergenehmigung betreten.
Eldey wird auch Mehlsackinsel genannt wegen der weißen Färbung des Plateaus durch Vogelkot. Am Fuße des Felsens wurde das letzte Brutpaar des flugunfähigen Riesenalks im Jahr 1844 erschlagen. Auf der Felsplatte nisten heute vorwiegend Basstölpel, die hier sogar eine der größten Basstölpelkolonien der Welt bilden. Zu ihrer Beobachtung wurde im Januar 2008 eine Videokamera auf der Insel installiert. Ein Internetzugang soll die Beobachtung der Vögel ohne deren Störung ermöglichen.

## Bilder

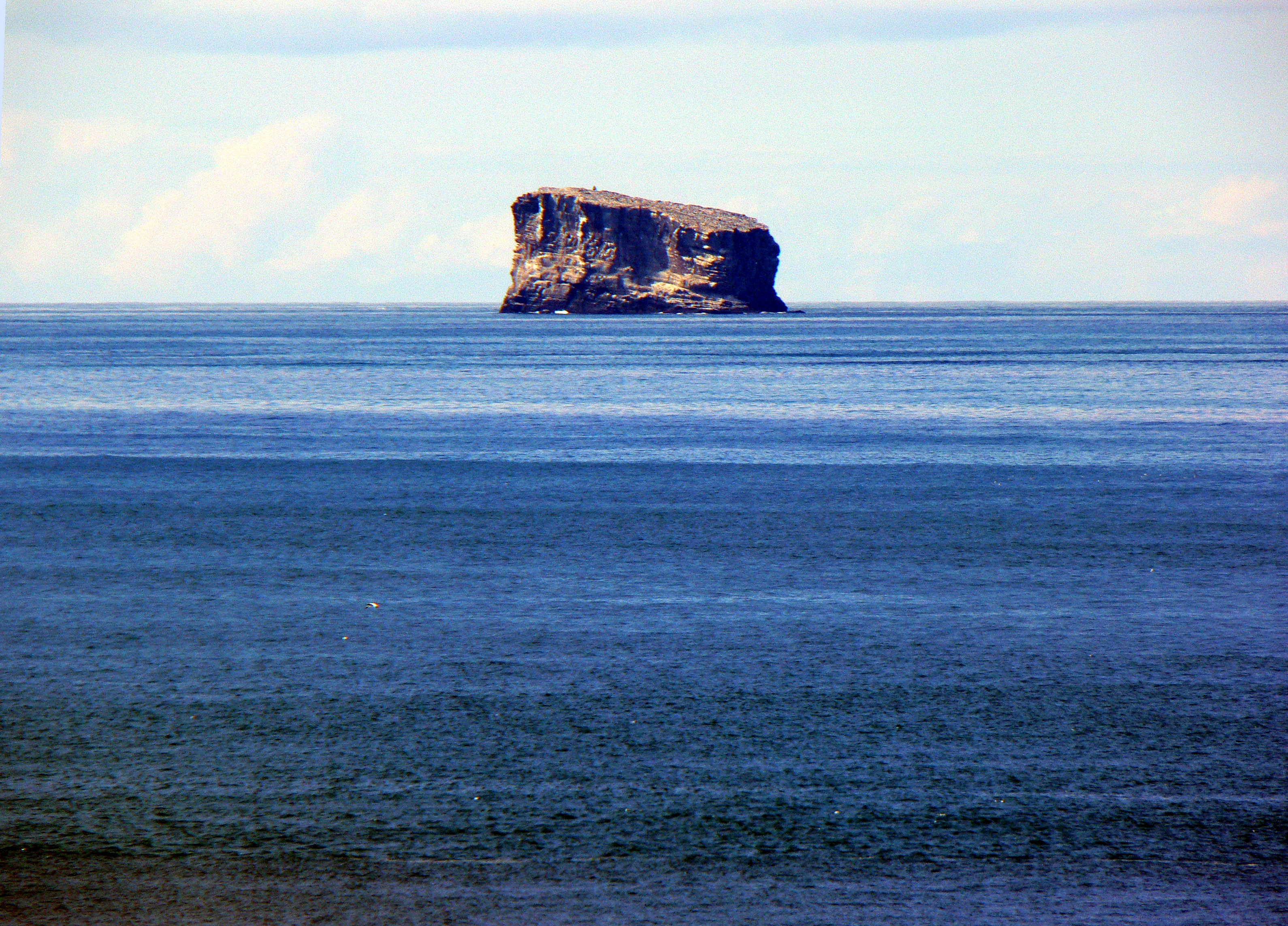